# Willem Hendrik van Nassau-Saarbrücken
Willem Hendrik van Nassau-Saarbrücken (Usingen, 6 maart 1718 — Saarbrücken, 24 juli 1768) was vorst van Nassau-Saarbrücken. Hij stamt uit de Walramse Linie van het Huis Nassau.

## Biografie
Willem Hendrik was de vijfde en jongste zoon van vorst Willem Hendrik I van Nassau-Usingen en Charlotte Amalia van Nassau-Dillenburg, dochter van vorst Hendrik van Nassau-Dillenburg en Dorothea Elisabeth van Liegnitz. Willem Hendrik werd postuum geboren.
Willem Hendrik volgde in 1718, samen met zijn oudere broer Karel, zijn vader op als vorst van Nassau-Usingen. Vanwege hun minderjarigheid nam hun moeder het regentschap waar, en zorgde voor een omvangrijke opleiding en een calvinistische opvoeding. Willem Hendrik en zijn broer erfden in 1728 het graafschap Nassau-Saarbrücken en het vorstendom Nassau-Idstein van Frederik Lodewijk van Nassau-Ottweiler. In 1730 en 1731 studeerden Willem Hendrik en zijn broer aan de Universiteit van Straatsburg en werden onderwezen door verschillende hofmeesters. Waarschijnlijk studeerde Willem Hendrik ook enige tijd aan de Universiteit van Genève, die bij gereformeerde studenten zeer geliefd was. Karel werd in 1733 meerderjarig verklaard.
Willem Hendrik verdeelde in 1735 met zijn broer hun bezittingen, Karel verkreeg Nassau-Usingen, en Willem Hendrik verkreeg Nassau-Saarbrücken, dat met ongeveer 22.000 inwoners op twaalf vierkante mijl tot de kleinste landen in het Heilige Roomse Rijk behoorde. In 1736 verleende keurvorst Karel Filips van de Palts Willem Hendrik de Hubertusorde. Willem Hendrik stond tot 1738 onder regentschap. Zijn Grand tour voerde hem o.a. naar Frankrijk aan het hof van Lodewijk XV.

### Militaire carrière
Lodewijk XV benoemde Willem Hendrik in 1737 tot commandant van het Franse regiment cavalerie Royal-Allemand. Door dit geschenk werd hij zijn leven lang in Franse militaire dienst opgenomen. In 1740 werd hij tot brigadegeneraal benoemd.
Kort na zijn regeringsaanvaarding nam Willem Hendrik met zijn regiment Royal-Allemand aan de Oostenrijkse Successieoorlog deel. In 1742 verkocht hij tijdens zijn verblijf in Frankfurt am Main ter gelegenheid van de kroning van keizer Karel VII zijn regiment aan de landgraaf van Hessen-Darmstadt. In dezelfde tijd leerde hij zijn toekomstige vrouw kennen.
Nadat Willem Hendrik in 1744 tot Maréchal de camp benoemd werd en eigenaar van het nieuw opgerichte Franse cavalerieregiment Nassau-Sarrebrück werd, nam hij in het verdere verloop van de Oostenrijkse Successieoorlog onder Maurits van Saksen aan de Franse veldtocht in Vlaanderen deel. In 1745 werd hij eigenaar van het nieuwe infanterieregiment Nassau-Sarrebrück, dat hij in 1758 aan zijn broer Karel overdroeg. Tegen het einde van de oorlog in 1748 werd hij benoemd tot luitenant-generaal. Op 3 augustus 1749 verleende koning August III van Polen Willem Hendrik de Orde van de Witte Adelaar.
Op 18 november 1756 richtte Willem Hendrik het huzaren vrijkorps Volontaires Royaux de Nassau-Sarrebrück met twee eskadrons à 150 huzaren op, dat op 7 april 1758 als Volontaires Royaux de Nassau tot vier eskadrons met in totaal 600 ruiters verdubbeld werd. Op 14 juni 1758, toen het cavalerieregiment Royal Nassau in de reguliere Franse cavalerie opgenomen werd, behield het regiment deze indeling tot de ordonnantie van 1764.
Willem Hendrik reisde vaak naar Parijs en werd daar - voor de regerende adel uit die tijd niet ongewoon - met militaire eerbewijzen, zoals de promotie tot veldmaarschalk en het toekennen van hoge ridderorden, overladen. Tijdens de Zevenjarige Oorlog ontving Willem Hendrik in 1759 dan ook het Grootkruis van de Franse Orde van Militaire Verdienste.

### Regerend vorst van Nassau-Saarbrücken
Willem Hendrik ging in 1745 met Karel August van Nassau-Weilburg over tot de verdeling van Saarwerden en Herbitzheim en verkreeg ⅔ deel. Willem Hendrik stond in 1755, samen met Karel Christiaan van Nassau-Weilburg, aan de hertog van Zweibrücken stad en ambt Homburg in de Palts af, dat hij gezamenlijk met Karel Christiaan van Nassau-Weilburg bezat. Willem Hendrik stond in 1766 Altsaarwerden, Bockenheim en zijn deel van Wadgassen af aan Frankrijk dat in ruil daarvoor de hoge soevereiniteit op de heerlijkheid Püttlingen opgaf.
Willem Hendrik hervormde het bestuur en de rechterlijke macht, door de twee instellingen juridisch te scheiden en wetten uit te vaardigden, die het typische verlichte absolutistische karakter van de tijd droegen. Daartoe behoorde ook een kameralistiek economisch beleid. Hij nam maatregelen tot uniformering van belastingen en invoering van een modern kadaster naar Oostenrijks voorbeeld. In 1745 voerde hij een nieuwe verordening voor de heffing van tol op het land en op het water in. Vanaf 1747 bevorderde hij de glasproductie. Hij startte eveneens moderne landbouwmethodes, zoals de aardappelteelt en de ongediertebestrijding. Van belang was ook zijn betrokkenheid bij de steenkoolmijnbouw en de ijzersmelterij. De mijnen werden in 1750 genationaliseerd en de smelterijen werden verpacht aan ondernemers. Het lukte hem hiermee in het midden van de 18e eeuw de proto-industriële basis te leggen voor het latere, sterk geïndustrialiseerde Saargebied. In 1756 monopoliseerde hij de zouthandel. Ondanks de stijgende belasting- en pachtinkomsten verlichtte de begrotingssituatie niet, vooral vanwege de hoge bouwuitgaven.
Onder zijn regering werden de Fürstlich Nassau-Saarbrückische Porzellanmanufaktur Ottweiler in Ottweiler en de Kokerei Grube Altenwald (de eerste cokesfabriek in Duitsland) in Altenwald gesticht. Verder begon in 1761 de uitgave van een algemeen weekblad, de voorloper van de huidige Saarbrücker Zeitung.

### Uitbreiding van de residentie
Met de regeringsovername verhuisde Willem Hendrik samen met zijn familie en enkele adellijke families van Usingen naar Saarbrücken, aan de uitbouw daarvan begon hij ijverig. De hoofdstad, die in de troebelen van de Dertigjarige Oorlog en de Reünieoorlog zwaar in het ongeluk gestort was, werd in het bijzonder door het werk van de architect Friedrich Joachim Stengel tot een barokke residentie omgevormd en uitgebreid. Vermeldenswaard zijn de nieuwbouw van Slot Saarbrücken (1738-1748), de nieuwbouw van het gymnasium te Saarbrücken (1749-1752), en de bouw van de Ludwigskirche (1762-1775) en de Basiliek St. Johan. Daarnaast bouwde hij een reeks adellijke paleizen en herenhuizen. De keerzijde van de prachtige stadsuitbreiding was een immense schuld, die zijn zoon en opvolger Lodewijk nog lang moest afdragen. Niettemin zijn het juist de bouwprojecten van Willem Hendrik die de stad Saarbrücken vandaag nog steeds vormen en de herinnering aan hem levend houden.

### Vertegenwoordiger van het verlichte absolutisme
Bij Willem Hendrik - evenals bij zijn vorstelijke tijdgenoten - tonen zich de mogelijkheden en grenzen van de verlichte absolutistische politiek. Hoezeer hij ook volgens verlichte principes wettelijke hervormingen doorvoerde, economische impulsen stelde en religieuze tolerantie hanteerde, zozeer bleef hij ook een patriarchale heerser, die zijn onderdanen een actieve deelname weigerde, met een immense vloed van voorschriften alle gebieden van het leven wilde reguleren en hard tegen sociale protesten ingreep.

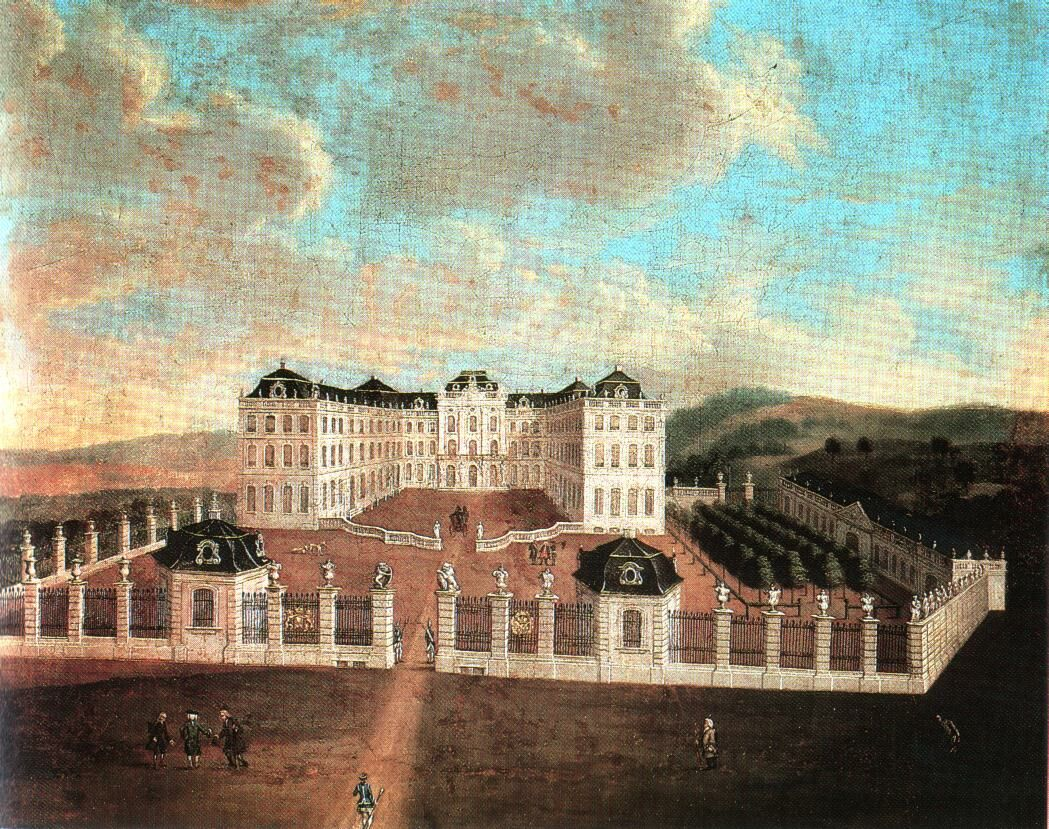
Slot Saarbrücken
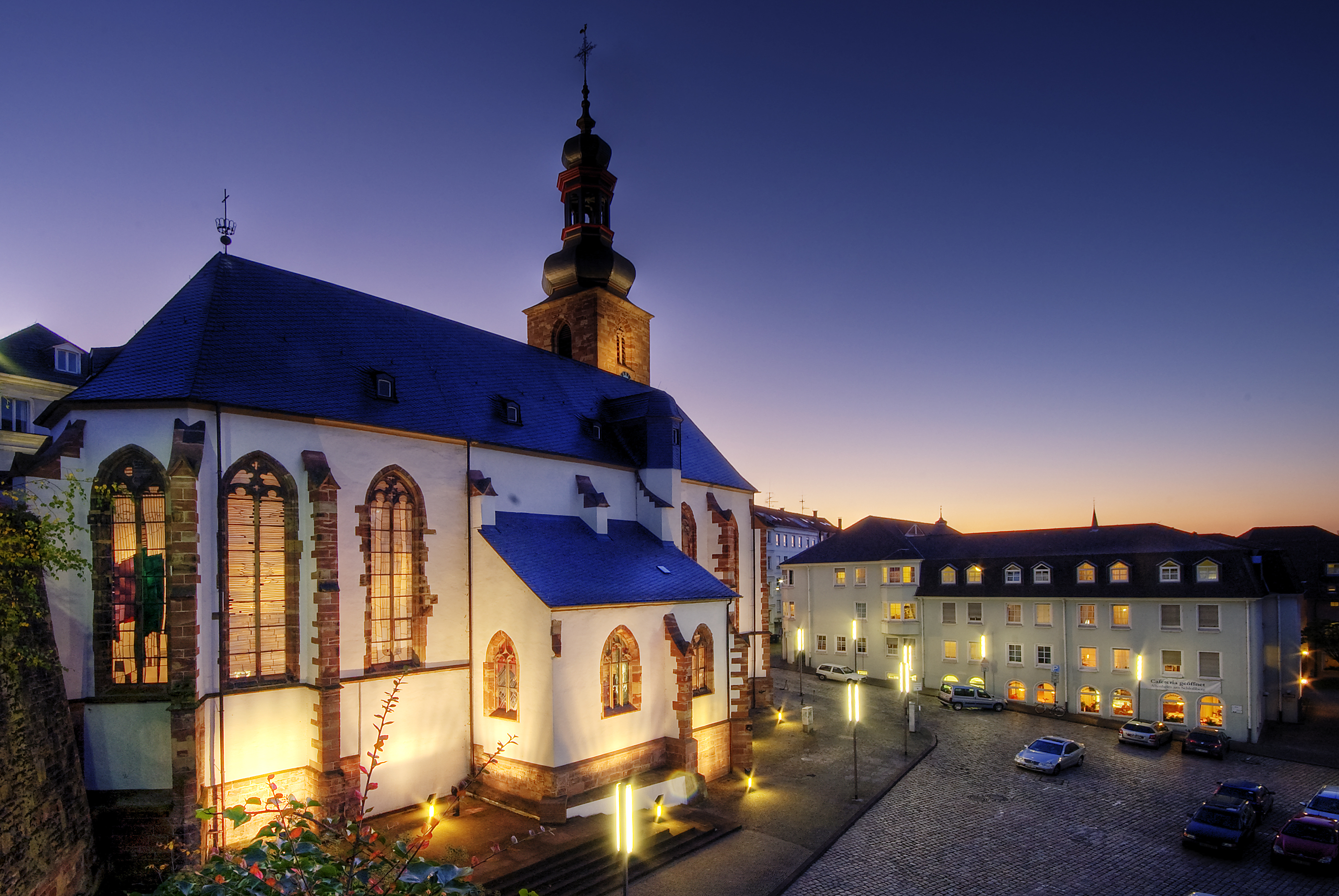
Slotkerk, Saarbrücken
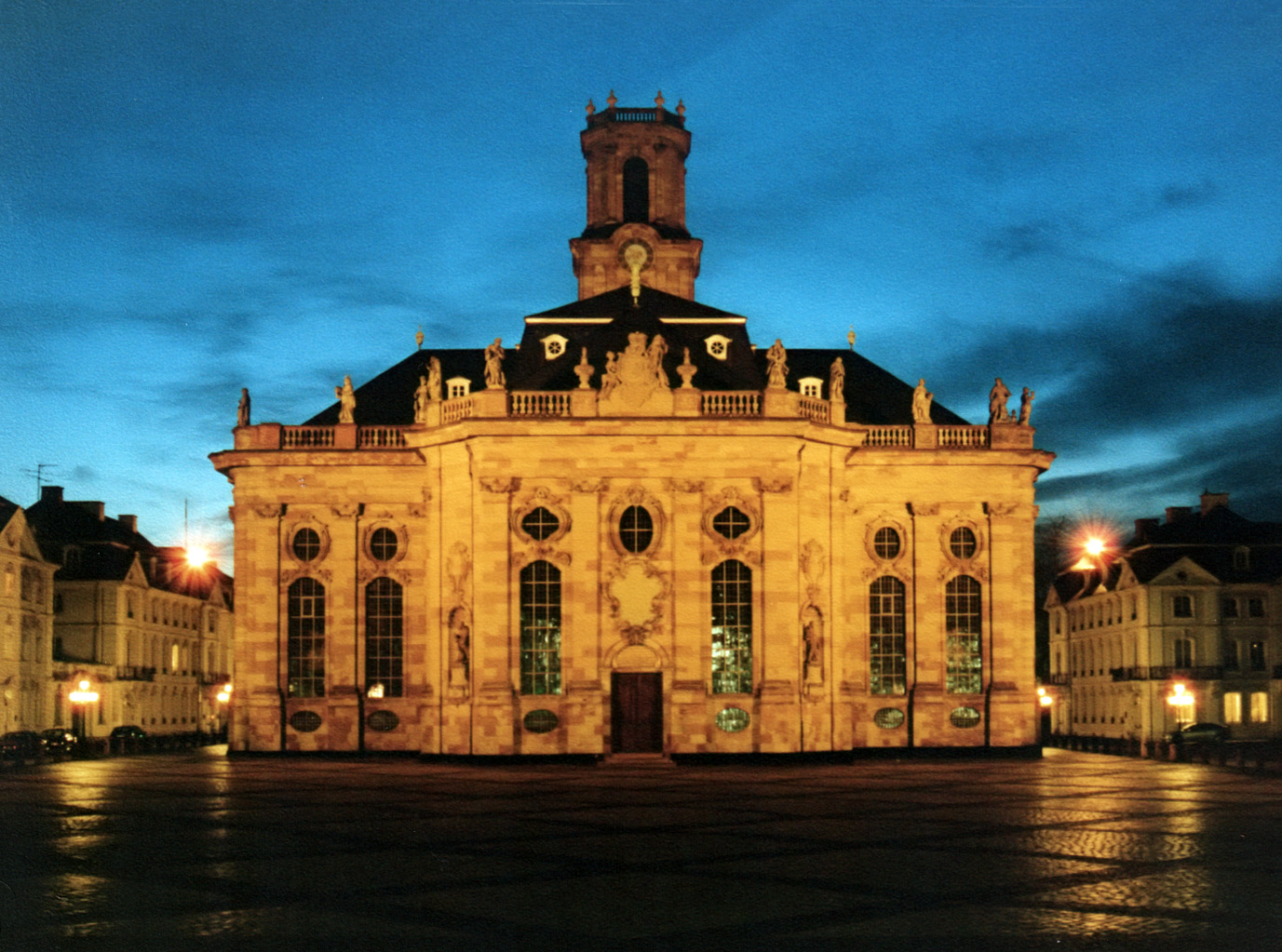
Ludwigskirche, Saarbrücken
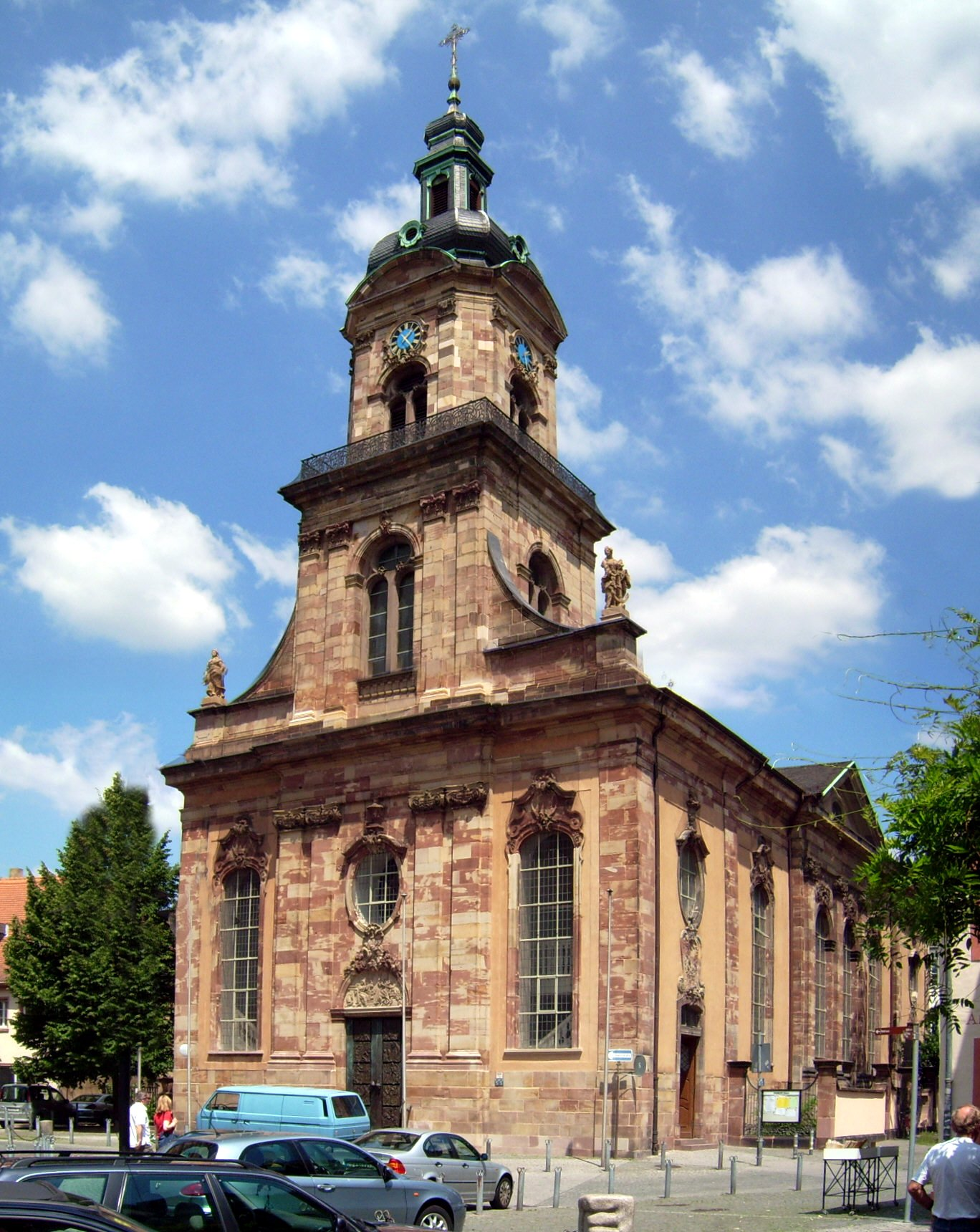
Basiliek St. Johan, Saarbrücken
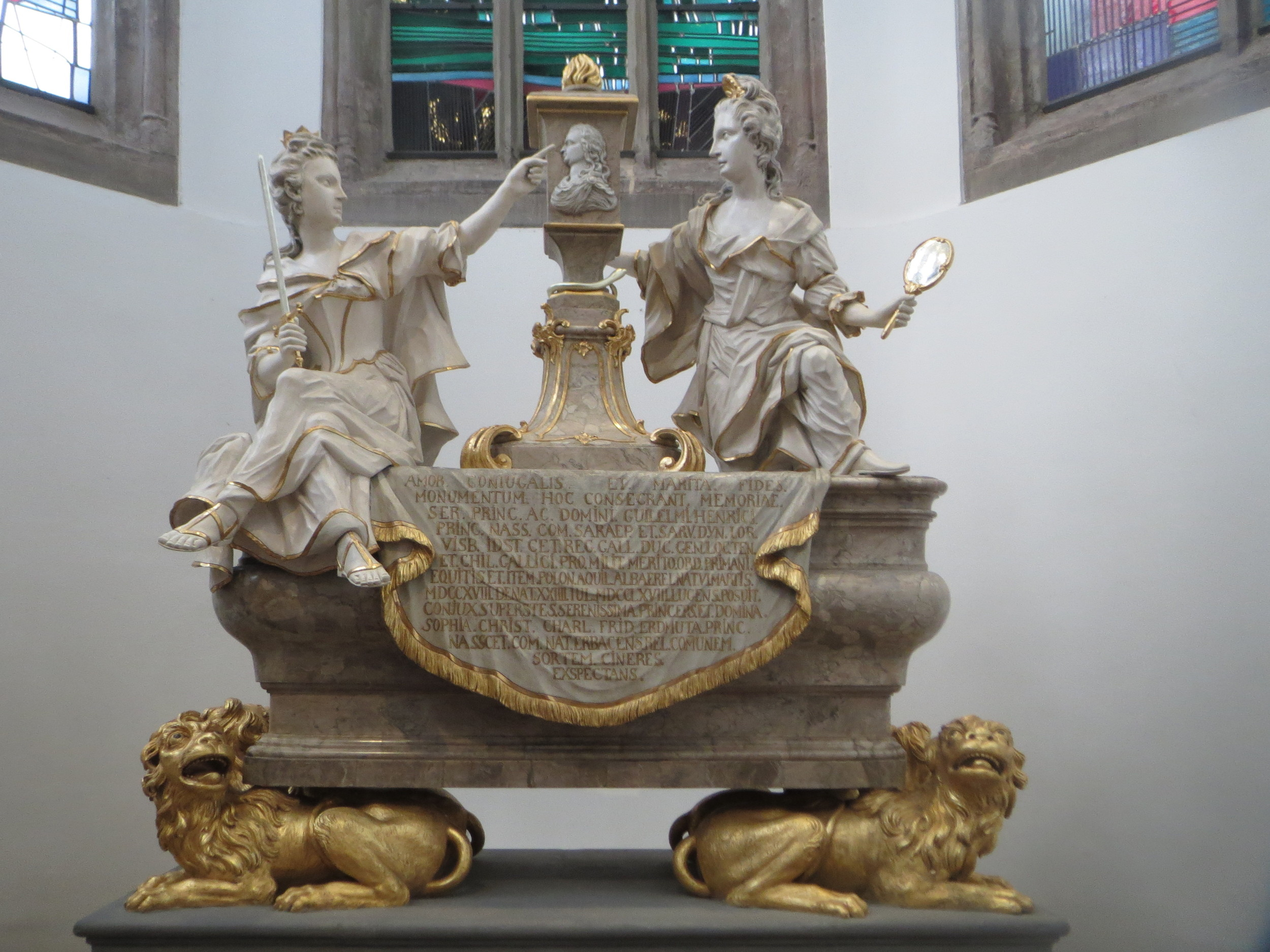
Grafmonument in de Slotkerk, Saarbrücken

## Huwelijk en kinderen

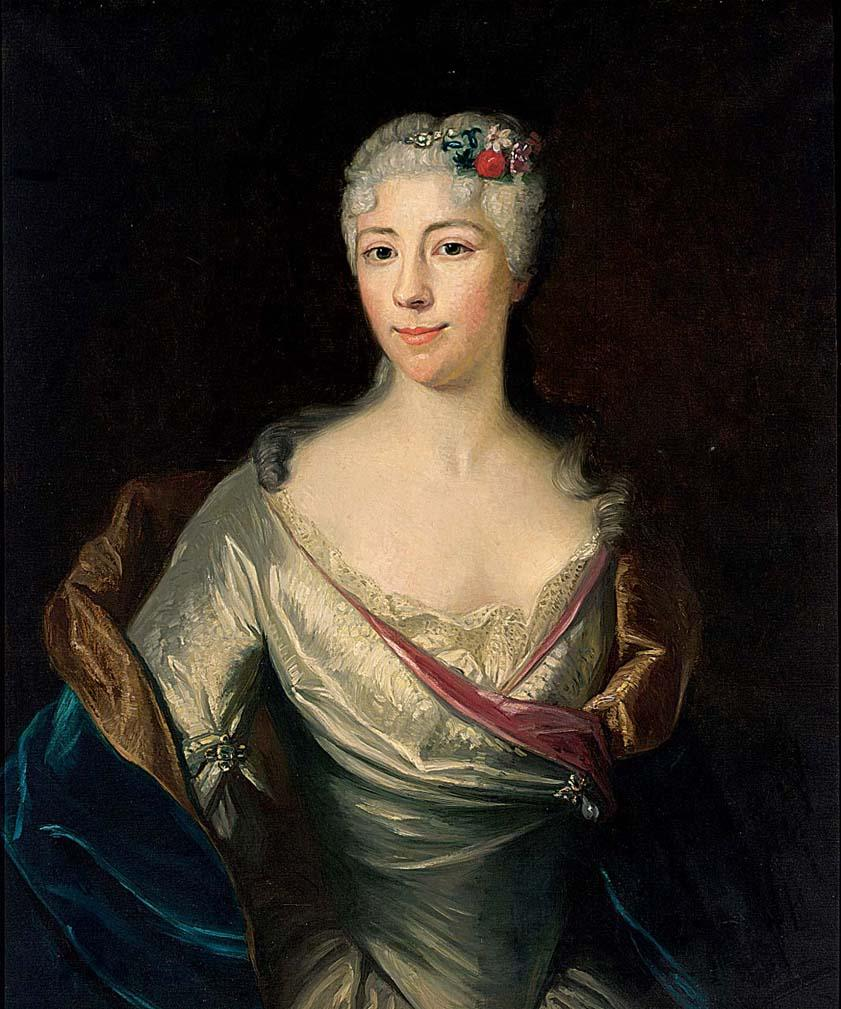
Sophie van Erbach-Reichenberg

Willem Hendrik huwde te Erbach op 28 februari 1742 met Sophie Christina Charlotte Frederica Erdmutha van Erbach-Reichenberg (Slot Reichenberg 12 juli 1725 - Aschaffenburg 10 juni 1795), dochter van graaf George Willem van Erbach-Reichenberg en Sophie Charlotte van Bothmer.

Uit dit huwelijk werden de volgende kinderen geboren:
1. Sophie Augusta (Saarbrücken 31 januari 1743 - Erbach 25 januari 1747).
2. Lodewijk (Saarbrücken 3 januari 1745 - Aschaffenburg 2 maart 1794), volgde zijn vader op.
3. Frederica Augusta (Saarbrücken 2 juli 1748 - Saarbrücken 8 september 1750).
4. Anna Carolina (Saarbrücken 31 december 1751 - Glücksburg 12 april 1824), huwde eerst te Saarbrücken op 9 augustus 1769 met hertog Frederik Hendrik Willem van Sleeswijk-Holstein-Sonderburg-Glücksburg (Glücksburg 15 maart 1747 - Glücksburg 13 maart 1779), en daarna te Glücksburg op 26 oktober 1782 met hertog Frederik Karel van Brunswijk-Bevern (Brunswijk 5 april 1729 - Glücksburg 27 april 1809).
5. Wilhelmina Henriëtte (Saarbrücken 27 oktober 1752 - Château de La Grave bij Bonzac 21 september 1829), huwde te Lützelstein 9 juli 1783 met Louis Armand de Seiglières, markies van Soyecourt (29 augustus 1722 - Parijs 7 september 1790).